# Заруба, Игорь Иванович
Игорь Иванович Заруба — ведущий научный сотрудник Института электросварки им. Е. О. Патона НАН Украины, доктор технических наук, профессор, лауреат Государственной премии СССР, известный учёный в области электрофизических проблем дуговой сварки и сварочных источников питания.
Заруба в 1945 году окончил Киевский политехнический институт, где получил квалификацию инженера-электрика по специальности «Электрооборудование промышленных предприятий». С 1946 г его трудовая и научная деятельность связана с ИЭС им. Е. О. Патона, где он прошел путь от аспиранта до заведующего научным отделом.
Выполнил ряд научных исследований по изучению условий устойчивости сварочных дуг и систем «источник питания-сварочная дуга», особенностей массопереноса в низкотемпературной плазме дугового разряда и управления им. Разработал теоретические основы процесса и является одним из создателей способа механизированной сварки в углекислом газе с короткими замыканиями дугового промежутка тонкой электродной проволокой (диаметром до 2 мм) от источников питания постоянного тока с жесткими внешними характеристиками, которые широко используются в современной сварочной техники. Именно этого процесса была посвящена кандидатская диссертация, защита которой состоялась в 1954 г. При непосредственном участии Зарубы были созданы новые типы источников питания сварочной дуги, разработаны методы испытаний и оценки их сварочных свойств. Эти работы являются существенным вкладом в развитие сварочной науки и техники. Разработанные с его ведущим участием сварочные станки-автоматы для изготовления изделий из тонколистовой стали нашли широкое применение в промышленности.
С 1954 г в течение более восьми лет Заруба работал ученым секретарем Института электросварки им. Е. О. Патона. С его участием в 1959 году был организован первый квалификационный учёный совет института, членом и ученым секретарем которого он был в 1962 г С этого же года заведовал лабораторией источников питания при одном из отделов, которая впоследствии превратилась в структурную лабораторию электромагнитных процессов, а в 1981 г. — в отдел электромагнитных процессов. Эти подразделения, которые Заруба возглавлял в течение 25 лет, выполнили много научных разработок и обеспечили их внедрение в производство. В это время были созданы новые типы источников питания для дуговых и электрошлаковых процессов, среди которых многопостовые системы питания для сварки в углекислом газе, установки для импульсно-дуговой сварки с управляемым переносом металла, устройства для стабилизации горения дуги переменного тока, первые источники для сварки в космосе и др. в докторской диссертации Зарубы (1976) определены новые направления в сварочной науке и технике и обобщены результаты его исследовательской работы этого периода.
В 1977 принял участие в организации при ИЭС им. Е. О. Патона Национального комитета по сварке и вошел в его состав как руководитель одной из комиссий, избирался членом совета Международного института сварки.
В 1993 году организовал лабораторию сертификации сварочного оборудования при отделе источников питания, аккредитованную Государственным комитетом Украины по стандартизации, метрологии и сертификации, руководителем которой был в течение десяти лет. В настоящее время Заруба проводит активную исследовательскую работу в направлении повышения технологической эффективности сварочных источников питания постоянного и переменного тока.
Автор нескольких монографий и более 300 научных трудов и изобретений с теоретическим обоснованием, многих видов оборудования и способов дуговой сварки. Имеет государственные награды, а также много грамот и медалей за участие в выставках сварочного оборудования, в конкурсах по экономии энергии и других мероприятиях.
В 2006 г был отмечен как победитель конкурса «Лидер топливно-энергетического комплекса Украины».

## Список научных трудов
| Наименование трудов                                                                 | Название издательства (номер, год)  | Фамилия авторов работ                                          |
| ----------------------------------------------------------------------------------- | ----------------------------------- | -------------------------------------------------------------- |
| Автоматическая сварка под флюсом цилиндров в передней подвеске автомобиля «Москвич» | «Автоматическая сварка», № 5, 1953  | И. И. Заруба Р. И. Лашкевич М. М. Сухобокова                   |
| Автоматическая и полу-автоматическая сварка тонколистовой стали                     | «Машгиз», 1959                      | И. И. Заруба                                                   |
| Зварювання в середовищі вуглекислого газу                                           | Киев, «Держтехвидав», 1959          | И. И. Заруба Н. И. Каховский Б. С. Касаткин А. Г. Потапьевский |
| Сварка в углекислом газе                                                            | Киев, «Гостехиздат», 1960           | И. И. Заруба Б. С. Касаткин Н. И. Каховский А. Г. Потапьевский |
| Сварка в углекислом газе. Изд.2-е переработанное и дополненное                      | Киев, «Техника», 1966               | И. И. Заруба Б. С. Касаткин Н. И. Каховский А. Г. Потапьевский |
| К исследованию многопостовых систем питания для сварки в углекислом газе            | «Автоматическая сварка», № 10, 1967 | И. И. Заруба В. К. Лебедев Н. Ф. Медведенко                    |
| Плазменные потоки в сварочных дугах                                                 | «Автоматическая сварка», № 10, 1968 | И. И. Заруба В. К. Лебедев и др.                               |
| Роль электростатической силы в переносе электродного металла                        | «Автоматическая сварка», № 10, 1971 | И. И. Заруба В. С. Гвоздецкий В. В. Дыменко                    |
| Некоторые вопросы проектирования тиристорных сварочных выпрямителей                 | «Автоматическая сварка», № 3, 1975  | И. И. Заруба В. К. Лебедев В. В. Андреев М. Н. Сидоренко       |
| Стабилизация дугового разряда при сварке на переменном токе                         | «Автоматическая сварка», № 3, 1978  | И. И. Заруба В. В. Дыменко                                     |
| Эксплуатация сварочного оборудования                                                | Киев, «Будівельник», 1978           | И. И. Заруба А. Г. Александров И. В. Пиньковский               |
| On technological (welding) properties of power sources for arc welding              | Международный Институт Сварки, 1979 | И. И. Заруба В. К. Лебедев А. И. Лаужадис                      |
| The method of testing the welding properties of power sources in CO2 welding        | Международный Институт Сварки, 1979 | И. И. Заруба Г. Гришфельд                                      |
| Сварочные источники питания с импульсной стабилизацией горения дуги                 | Киев, «Екотехнологія», 2008         | Б. Е. Патон И. И. Заруба В. В. Дыменко А. Ф. Шатан             |